# Svensk filmografi
Svensk filmografi är ett bokverk om svensk film utgivet av Svenska Filminstitutet, vars nio delar spänner från 1897 till 1999. Utgivningen av Svensk filmografi har upphört, men filmografisk information om samtliga svenska filmer återfinns i den av Filminstitutet kontinuerligt uppdaterade webbtjänsten Svensk Filmdatabas.
| Del | Omfattar  | Utgiven | Omfattning | Redigerad av      |
| --- | --------- | ------- | ---------- | ----------------- |
| 1   | 1897-1919 | 1986    | 465 sid.   | Lars Åhlander     |
| 2   | 1920-1929 | 1982    | 423 sid.   | Lars Åhlander     |
| 3   | 1930-1939 | 1979    | 518 sid.   | Torsten Jungstedt |
| 4   | 1940-1949 | 1980    | 888 sid.   | Lars Åhlander     |
| 5   | 1950-1959 | 1984    | 916 sid.   | Lars Åhlander     |
| 6   | 1960-1969 | 1977    | 584 sid.   | Jörn Donner       |
| 7   | 1970-1979 | 1989    | 567 sid.   | Lars Åhlander     |
| 8   | 1980-1989 | 1997    | 792 sid.   | Lars Åhlander     |
| 9   | 1990-1999 | 2000    | 914 sid.   | Lars Åhlander     |